# Storm (SS-tijdschrift)

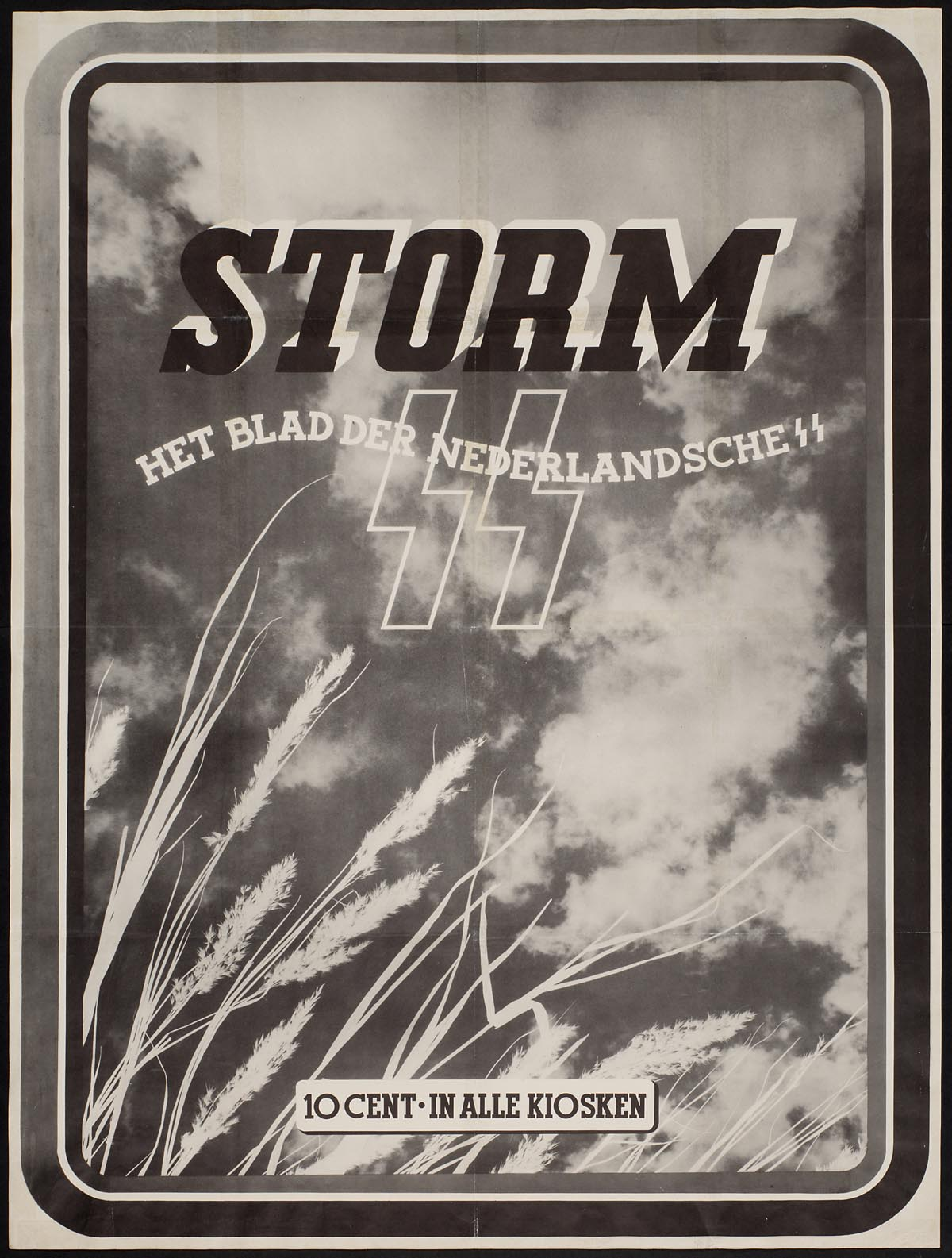
Affiche voor "Storm" uit 1941

Het weekblad Storm verscheen voor het eerst op 11 april 1941 en het laatste nummer zag op 4 mei 1945 het licht. Het werd uitgegeven door de Nederlandsche SS en het kende in zijn bestaan twee hoofdredacteuren: Nico de Haas (april 1941 - december 1942), H.W. van Etten (januari 1943 - september 1944) en weer Nico de Haas (september 1944 - mei 1945).

## Voorgeschiedenis
Een van de belangrijkste middelen waarmee de Nederlandsche SS haar invloed probeerde te vergroten en de SS-gedachte trachtte te verspreiden, was het weekblad Storm (somtijds onterecht Storm-SS genoemd). Op initiatief van Henk Feldmeijer, Nico de Haas en Reinier van Houten kwam Storm tot stand. De inhoud van het magazine, eigenlijk een opinieblad, was niet specifiek gericht op SS'ers, maar op een breed publiek. Het was de bedoeling dat vooral buitenstaanders geïnteresseerd zouden raken in het gedachtegoed van de SS. Het blad werd gedrukt bij De Arbeiderspers en het kostte f 0,10 per exemplaar (omgerekend naar de waarde in 2025 is dit: € 0,94).

## Ideologische doelstelling
Nico de Haas was de eerste hoofdredacteur en hij liet in Storm originele en bekwaam geschreven artikelen publiceren. Met het oog op de voorbereidingen voor het verschijnen van Storm, had De Haas zich in het voorjaar van 1941 enkele dagen laten inwerken op de redactie van het Duitse weekblad voor de SS, Das schwarze Korps. Het was de opzet van de SS-leiding om met Storm naar buiten een duidelijker omlijnd, zo mogelijk schrikaanjagend beeld van de Nederlandsche SS te geven en naar binnen toe aan de hand van de actualiteit het ideologische vormingsproces van de SS-man te stimuleren. De strikte SS-doctrine werd vanzelfsprekend niet verloochend, maar zij werd met het oog op de brede doelgroep veel minder benadrukt. In de praktijk betekende dat de (voor de meesten) saaie artikelen over Germaans bloed, Germaanse rituelen, enzovoort, niet in Storm werden opgenomen. In dit opzicht verschilde Storm aanzienlijk van de veel theoretischere SS-Vormingsbladen en de Germanische Leithefte die wel specifiek voor de SS-doelgroep verschenen. Storm was bedoeld als de radicale tegenhanger van het in SS-kringen als burgerlijk ervaren NSB-weekblad Volk en Vaderland. Bovenal was Storm een radicaal strijdblad dat een intimidatiepolitiek tegen andersdenkenden voerde. Storm drukte moderne fotoreportages af van actuele zaken waarvan de strijd van de Nederlandse vrijwilligers aan het oostfront een van de voornaamsten was. De auteurs van de artikelen stelden de misstanden in het vooroorlogse Nederland aan de kaak en gaven hun indrukken van de oorlog. Deze indrukken werden onder meer verwoord in een nieuw soort poëzie: het oostfrontgedicht, dat naast de algemene nationaalsocialistische aspecten gekenmerkt werd door een nationaalsocialistische visie op het thema dood en vergankelijkheid.

## Kunst en literatuur
In de vele artikelen over kunst en literatuur die Storm publiceerde werd dan ook krachtig stelling genomen tegen díe artistieke uitgangspunten die de goedkeuring van de SS-ideologie niet konden wegdragen. Zo werd over het werk van Peter Alma gezegd:
Ook dit stompzinnig maakwerk geven wij hier weer. Wij willen er geen woord aan vuil maken, maar het wordt tijd dat lieden die zulke rommel onder de mom van liefde tot land en volk durven verspreiden, eens door een paar stevige volksknapen onder handen worden genomen.
En over het schilderij 'Negerin met rode sjaal' van Jan Sluyters:
Een plomp en in knalharde kleuren - rood en geel - in elkaar gesmeerd werk, waarop een walgelijk leelijke vrouw met een brute stierenek te kijk zit achter een dunnen bloedroden sluier. Geboren uit lage instincten, uitgevoerd uit even lage reclame- en sensatiezucht, is er ook voor dit boek maar één plaats: de brandstapel.
Over Hendrik Chabot:
Wij brengen hier een aantal 'kunstwerken' van den schilder H. Chabot, omdat zij zoo kenmerkend zijn voor den geest, dien wij bestrijden, en zoo lijnrecht ingaan tegen alle gevoel voor schoonheid en waardigheid, voor fierheid en levensblijheid, dat den Germaanschen mensch bij zijn diepste belevenissen kan bezielen.

## Antisemitisme
Vanaf het begin van zijn bestaan heeft Storm zich in de meest verschrikkelijke terminologie antisemitisch opgesteld. De wellicht meest rabiate vorm van Jodenhaat die Nederland in de Tweede Wereldoorlog heeft gekend, was te vinden in de kolommen van dit SS-weekblad. Ook hier enige voorbeelden:
Opnieuw springt de noodzaak in het oog, om de joden duidelijk zichtbaar als joden te kenmerken. Zoowel op hun persoonsbewijs als op hun kleding behoort een opvallend teeken te zijn aangebracht. Zoolang dit niet het geval is, zullen er steeds 'misverstanden' blijven bestaan, die tot grote wanorde aanleiding kunnen geven. En het mag toch waarachtig geen overdreven wensch heeten, dat iedere Nederlander in het openbare leven kan zien, met wien hij te doen heeft en of hij niet tegenover zijn aartsvijand staat! (19 september 1941)
Naar aanleiding van het begin van de deportatie der Nederlandse Joden:
De situatie is dan ook zoo, dat van nu af aan regelmatig transporten van joden naar het Oosten zullen gaan en wel in zoodanig tempo, dat op 1 juni 1943 geen jood meer in Nederland zal worden aangetroffen. Het jodendom zal dan ook ervaren dat de nationaal-socialistische voorhoede niet om den tuin te leiden is. Geen spoedhuwelijken, geen ijldoopfeesten en kerkbriefjes zullen baten en jodenknechten en jodenslavinnen zullen meemaken dat hun volksverraad en bloedschande een kwaad is, dat zichzelf straft. (17 juli 1942)
In het voorjaar van 1943 besteedt Storm onder de titel 'Afscheid' in een uitgebreide en van vele foto's voorziene reportage, aandacht aan de laatste grote deportaties vanuit Amsterdam. Omdat die foto's de enige zijn die van de Amsterdamse deportaties gemaakt zijn (ze zijn overigens van de hand van Nico de Haas) zijn te terug te vinden in veel werken over de ondergang van het Nederlandse Jodendom. Storm:
Wij hebben afscheid moeten nemen, afscheid van gasten, die sinds eeuwen ons brood z.g. met ons deelden en de beste stukken voor zichzelf wisten te veroveren. Wij hebben ze uitgeleide gedaan en hebben hun een laatste vaarwel toegeroepen, daar op een terrein aan de Polderweg in Amsterdam-Oost. Zij droegen insignes, zespuntige sterren, die daar echter het bewijs waren, dat zij behoorden tot de leden van het reisgezelschap naar Polen. (...) Hoeveel bloed er door het joodsche reeds verontreinigd werd, hoeveel bastaarden er hier op de straten rondloopen, dat alles kon men eerst zoo recht begrijpen bij het zien van deze scènes. Doode getallen werden hier levend. De practijk bevestigde de wetenschap. Maar erger nog. Wij waren ook reeds op weg een net blond jodentype met bijna arisch gezicht te kweeken. Daar wandelden zij rond, deze joden en jodinnen. Een bekende lichte vrouw was erbij, platina, zoodat geen mensch haar het joodsche bloed zou aanzien. Tientallen liepen daar, die zoo zonder meer de bruid van een goeden arischen jongen hadden kunnen worden, zonder dat de man er ook maar een oogenblik aan zou hebben gedacht een jodin tot vrouw te kiezen. Daar was een gevaar en dat gevaar was zeer groot. Het is goed, dat hier ingegrepen werd. Zoo zijn de joden dan verdwenen. Wij hebben gezien hoe zij in de treinen verdwenen. Het afscheid is ons niet zwaar gevallen. (4 juni 1943)

## Distributie en oplage
In de zomer van 1942 kende Storm een oplage van 12.500 exemplaren, met ongeveer 5000 abonnees. De oplage van Storm steeg vanaf 1943 aanzienlijk, mede door de meer of minder verhulde aanvallen op de officiële Nederlandse instanties. Tot in de zomer van 1944 steeg het aantal exemplaren in de losse verkoop tot ruim 17.000, het aantal abonnees nam toe tot ruim 7000 en bovendien werden vanaf de herfst van 1943 10.000 exemplaren aangeschaft door het Nederlands Arbeidsfront ten behoeve van in Duitsland werkzame Nederlanders. Ook zijn vrijwel altijd een onbekend aantal exemplaren verzonden naar Nederlandse SS-vrijwilligers aan het oostfront. De totale oplage komt daarmee op circa 35.000 exemplaren.

## De strijd tussen NSB en SS
Aanvankelijk hield Storm de tegenstellingen tussen de op Dietsland en Groot-Nederland gerichte NSB en de Groot-Germaans denkende Nederlandsche SS op de achtergrond. Onder redactie van Nico de Haas viel er zo nu en dan slechts een licht oppositionele toon tegen de NSB te bespeuren. Men zou kunnen zeggen dat Storm de nog relatief gematigde koers van de aan de NSB gebonden Nederlandsche SS volgde. De Haas wist de Diets denkende NSB'ers aan Storm te binden door bij het uiten van Groot-Germaanse gedachten te benadrukken, dat de gedachte van een Groot-Duitsland niet betekende dat Nederland zijn eigen karakter moest prijsgeven, hetgeen een van de belangrijkste bezwaren van de Dietse stroming was.
De periode onder De Haas die zich kenmerkte door een gematigde toon veranderde toen hij eind 1942 als hoofdredacteur werd vervangen door SS-onderstormleider H.W. van Etten. Waarom De Haas niet langer aan het roer van Storm bleef staan, is niet helemaal duidelijk. Zelf beweerde hij in zijn 'Rapport over Hamer' (1943) dat zijn werkzaamheden voor het zowel in Nederland als Vlaanderen verschijnende tijdschrift Hamer prioriteit dienden te krijgen. L. de Jong geeft in zijn Het Koninkrijk der Nederlanden in de Tweede Wereldoorlog een andere verklaring voor het plotselinge vertrek van De Haas. Kon De Haas' matigende toon al niet op ieders sympathie rekenen, zijn onverbloemde aanvallen op de kerken alarmeerden zelfs het Reichskommissariat Niederlande, waar men ze zag als een voedingsbodem voor maatschappelijke onrust. Vooral Reichskommissar Seyss-Inquart maakte zich grote zorgen over de potentiële onrust die De Haas hiermee kweekte. Om hier een einde aan te maken zou besloten zijn om De Haas te vervangen door Van Etten.
Onder invloed van Van Etten kreeg Storm net als zijn Duitse tegenhanger Das Schwarze Korps, het blad voor de Duitse SS, in toenemende mate een kritische toon. Met hulp van de radicale Rost van Tonningen en de voorman der Nederlandsche SS Henk Feldmeijer werden de artikelen meer en meer voorzien van zinsneden waarin het functioneren van Mussert werd bekritiseerd. Zowel Musserts persoon als zijn politiek werden met enige regelmaat op de hak genomen. Alhoewel dit alles slechts tussen de regels door viel op te lezen, was de boodschap voor de gemiddelde lezer meer dan duidelijk. Een uitstekend voorbeeld van de behandeling die Mussert ten deel viel, was de geïllustreerde pagina die ter gelegenheid van Musserts 59e verjaardag verscheen in Storm van 14 mei 1943. In zijn (niet verzonden) nota aan Hitler van 17 mei 1943 zegt Mussert dat Storm foto's heeft afgedrukt waarop hij staat afgebeeld
als een zwakzinnige en wordt omringd door de figuren die mij in de loop der jaren hebben verraden.
De betreffende foto is inderdaad geraffineerd in elkaar gezet. Bij eerste beschouwing is er sprake van een neutraal getoonzette pagina, waar men Mussert in zijn diverse hoedanigheden aantreft. Nadere beschouwing geeft de ware opzet echter weer. Zo is er een foto waar Himmler Mussert bij de arm meevoert, wat het onbeholpen imago van Mussert versterkt. Op de foto 'Aan het werk' zien we Mussert achter de schrijftafel, en niet omringd door zijn volk, zoals het een ware leider betaamt. Op een andere foto staat Mussert in de nabijheid van George Kettmann, die door Mussert een paar maanden eerder uit de NSB gestoten is. Ook zien we Mussert in het gezelschap van freule Julia Op ten Noort en Florrie Rost van Tonningen-Heubel, beiden representanten van de volkse SS-beweging die zich al sinds jaar en dag tegen Mussert verzette.
Van Etten was in dat opzicht succesvol; zijn kritische toon leek in de smaak te vallen. Met het distantiëren van de NSB hoopte Storm een deel van het Nederlandse volk voor zich te winnen. De gemiddelde Nederlander had een hekel aan de NSB en daar hoopte het blad op in te kunnen spelen. De misrekening was echter dat de meeste Nederlanders weliswaar niets op hadden met de NSB, maar nog veel minder met de SS. De stille hoop dat men een groot deel van het Nederlandse volk voor het karretje van de SS kon spannen, bleek allesbehalve realistisch. De groei van de oplage leek dan ook niet te danken aan het aantal 'gewone' Nederlanders dat Storm las, maar meer aan de aantallen SS'ers en NSB'ers die op de hoogte wilden blijven van de onderlinge richtingenstrijd. Alhoewel de oplage steeg, werd het doel waarvoor Storm aanvankelijk was opgericht, namelijk buitenstaanders interesseren voor het gedachtegoed van de SS, daardoor niet gehaald.

## Na 'Dolle Dinsdag'
De opmars van de Geallieerde legers had ook voor Storm grote gevolgen. In september 1944 werd het redactiekantoor verplaatst van Amsterdam naar Groningen en werd Nico de Haas weer aangesteld als redacteur. Alhoewel De Haas zichzelf binnen de SS als bijzonder evenwichtig typeerde, leek zijn rentree vooral te danken aan zijn roem als ideoloog van het geweld. In april 1945 ging ten slotte tijdens de hevige strijd in de binnenstad van Groningen het redactiekantoor in vlammen op. De Haas had, nadat hij het laatste nummer van Storm (te verschijnen op 4 mei 1945) persklaar had gemaakt, toen reeds de benen genomen.